# ساناناندا
ساناناندا (انگلیسی: Sanananda) دهکده ای در ساحل استان اورو، پاپوآ گینه نو است.
ساناناندا در سال ۱۹۴۲ در طی جنگ جهانی دوم توسط  امپراتوری ژاپن اشغال شد و به یک منطقه دفاعی بسیار مستحکم تبدیل شد. در ۱۸ ژانویه ۱۹۴۳ در طی نبرد بونا-گونا توسط  نیروی زمینی استرالیا و نیروی زمینی ایالات متحده آمریکا آزاد شد.